# I. Baszileiosz trapezunti császár
I. Baszileiosz (1315 – 1340. április 6.), görögül: Βασίλειος Α' Μέγας Κομνηνός, grúzul: ბასილი დიდი კომნენოსი, ტრაპიზონის იმპერიის იმპერატორი, olaszul: Basilio I Comneno, imperatore di Trebisonda, törökül: Trabzon imparatoru Basileios Megas Komnenos, latinul: Basilius I Comnenus, imperator Trapezuntinus, a Trapezunti Császárság császára. Crispo Florencia naxoszi hercegnő szépapja és I. Katalin ciprusi királynő 6. generációs felmenője, valamint I. Iszmáíl perzsa sah 7. generációs felmenője.

## Élete

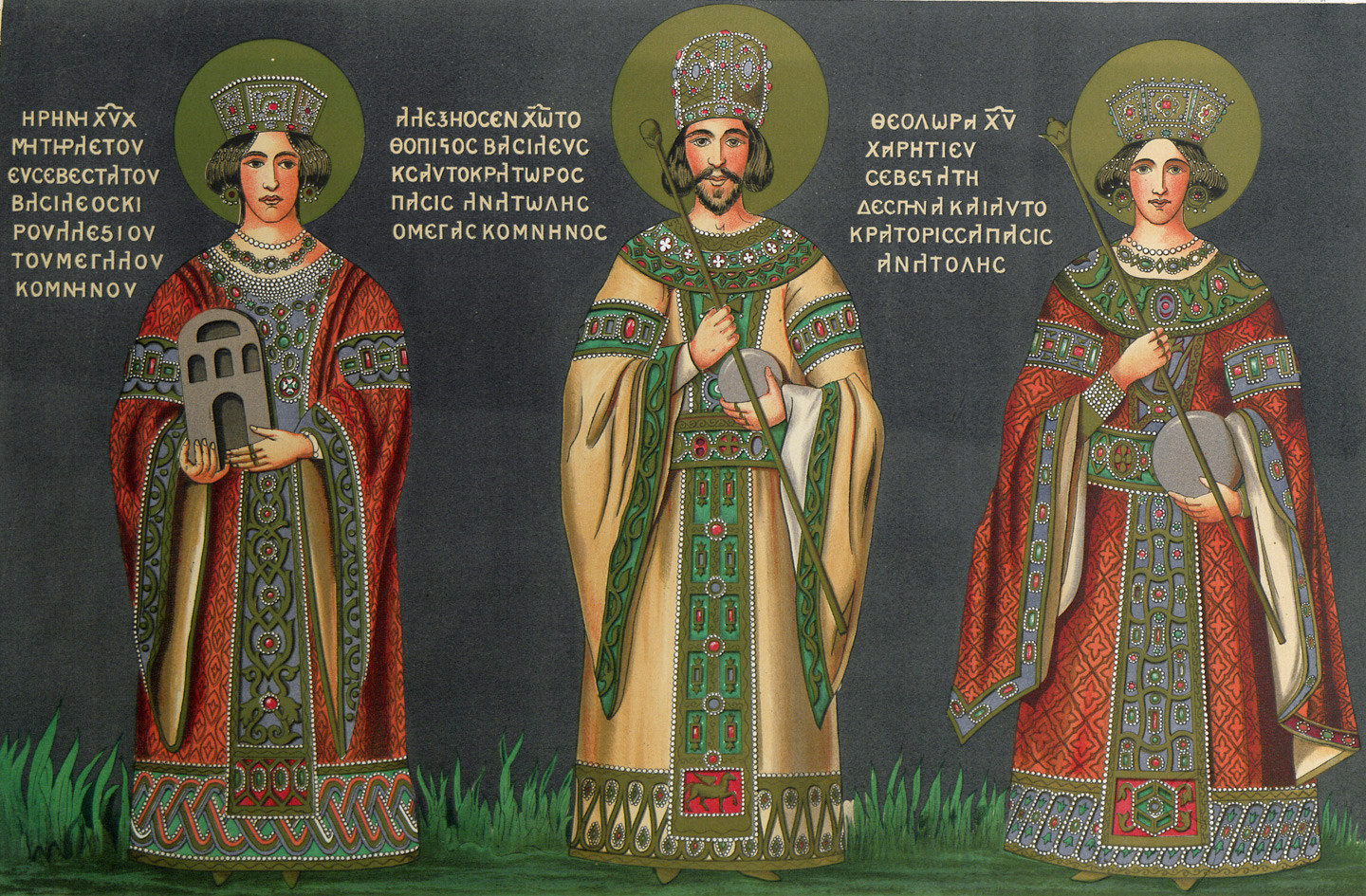
III. Alexiosz trapezunti császár az anyjával, I. Baszileiosz második, bigámia révén elvett feleségével, Trapezunti Irén anyacsászárnéval (balra) és a feleségével, Kantakuzénosz Teodóra császárnéval (jobbra) egy trapezunti freskón, Kızlar Manastırı, Panagia Theoszkepasztosz kolostor

Apja II. (Komnénosz) Alexiosz (1283–1330) trapezunti császár, édesanyja az apja első felesége, Dzsakeli Dzsiadzsak (1283 körül–1320 előtt) szamchei (meszheti) hercegnő, I. Beka szamchei herceg lánya. Nővére I. Anna trapezunti császárnő, bátyja III. Andronikosz trapezunti császár. Az unokaöccsét, II. Mánuelt trónfosztva került trónra.
|I. Baszileiosz második felesége a korábbi ágyasa, Irén trapezunti úrnő lett, akit bigámia révén vett el 1339. július 8-án, mivel nem vált el első feleségétől, így az ebből a kapcsolatból született gyermekek törvénytelennek számítottak. I. Baszileiosz első felesége, Palaiologosz Irén azonban nem szült gyermekeket, és férjét megmérgezve 1340-től 1341-ig Trapezunt császárnőjeként uralkodott.

## Gyermekei
- 1. feleségétől, Palaiologosz Iréntől (1315/20–1341), III. Andronikosz bizánci császár természetes lányától, nem születtek gyermekei
- 2. feleségétől, korábbi ágyasától, Irén (1306 körül–1382) trapezunti úrnőtől, bigámia miatt érvénytelen, 4 törvénytelen, de később törvényesített gyermek:
  - Mária (1328 körül–1408 körül), törvényesítve, Fahreddin (Fakr ad-Dín) Kutlu bég (?–1389), Fehér Ürü kánja (emírje), (?) 1 fiú
  - Teodóra, törvényesítve, férje Hádzsi Omár (?–1361), Khalübia emírje
  - Alexiosz (1335/7–1349 előtt), törvényesítve
  - János (1337/8–1390), törvényesítve, 1349-től III. Alexiosz néven trapezunti császár, felesége Kantakuzénosz Teodóra (1340–1400), 4 gyermek+3 természetes gyermek,összesen 7 gyermek
    - Komnénosz Anna (1357–1406 után), férje V. (Nagy) Bagrat (?–1393/5) grúz király (ur.: 1360–1393/5), 3 gyermek
    - Komnénosz Mánuel (1363–1417), III. Mánuel néven trapezunti császár, 1. felesége Bagrationi Eudokia/Gulkan(-Hatun(i)) (Gülhan) (1360 körül–1390) grúz királyi hercegnő, IX. Dávid grúz király és Dzsakeli Szinduhtar szamchei (meszheti) hercegnő lánya, 1 fiú, 2. felesége Philanthrópénosz Anna úrnő, nem születtek gyermekei, 1 fiú az 1. házasságából:
      - (első házasságából): Alexiosz (1382–1429), IV. Alexiosz néven 1417-től trapezunti császár, felesége Kantakuzénosz Teodóra (1382 körül–1426), 6 gyermek, többek között:
        - Komnénosz Teodóra (Deszpina Hatun) (?–1435 után), férje Kara Jülük Oszmán (1350/56–1435), a Fehér Ürü kánja (emírje), (?) 1 leány
        - Komnénosz Eudokia (Valenza),[3] férje Nicolò/Niccolò Crispo (1392–1450), a Naxoszi Hercegség régense, 10 gyermek, többek között:
          - II. (Crispo) Ferenc (1417–1463), Naxosz uralkodó hercege, 1 felesége Guglielma Zeno, 3 gyermek, 2. felesége Petronilla Bembo, nem születtek újabb gyermekei, összesen 3 gyermek
          - Crispo Florencia (1422–1501), férje Marco Cornaro (1406–1479) velencei patrícius, Marco Cornaro velencei dózse dédunokája, 8 gyermek, többek között:
            - I. (Cornaro) Katalin (Caterina) (1454–1510) ciprusi királynő (ur.: 1474–1489), férje II. (Fattyú) Jakab (1438–1473) ciprusi király, 1 fiú:
              - III. (Lusignan) Jakab (Famagusta, 1473. augusztus 28. – Famagusta, 1474. augusztus 26.), apja halála után született, III. Jakab néven a születésétől a haláláig Ciprus királya

          - Crispo Jolán (Violante) (1427–?), férje Caterino Zeno (1421/35/43–1490 körül), velencei diplomata, követ, 2 fiú

        - Komnénosz János (1403 körül–1460), 1429-től IV. János néven trapezunti császár, 1. felesége Bagrationi N., I. Sándor grúz király lánya, gyermekei nem születtek, 2. felesége Sajbánida N., Devlet Berdi kánnak, az Arany Horda uralkodójának feltételezett lánya, 1 leány:
          - (második házasságából): Teodóra (Katalin, Deszpina Hatun) (1438/40–1507 előtt), férje Uzun Haszan (1423–1478), Akkojunlu emírje, Irán királya, 4 gyermek, többek között:
            - Márta (Alam Sah Begum/Halima Begi Aga) (1460 körül–1522/3), férje Hajdar Szultán (–1488), a Szafavi-rend nagymestere, 3 fiú, többek között:
              - I. Iszmáíl perzsa sah (1487–1524)

        - Komnénosz Mária (1404 körül–1439), férje VIII. János (1392–1448) bizánci császár, nem születtek gyermekei
        - Komnénosz Dávid (1408 körül–1463), 1460-tól II. Dávid néven trapezunti császár, 1. felesége Gabrasz Mária (–1447 előtt) gotthiai hercegnő, 2. felesége Kantakuzénosz Ilona (–1463), 10 gyermek

    - (Házasságon kívüli kapcsolatából): Komnénosz Andronikosz (1355–1376), jegyese Bagrationi Eudokia/Gulkan(-Hatun(i)) (Gülhan) (1360 körül–1390) grúz királyi hercegnő, lásd fent